# 1904-es olasz labdarúgó-bajnokság (első osztály)
Az olasz labdarúgó-bajnokság 1904-es szezonja volt a 7. kiírás. A győztes a Genoa lett. Ez volt a klub hatodik bajnoki címe.

## Eredmények

### 1. forduló
| 1. csapat | Eredmény | 2. csapat    |
| --------- | -------- | ------------ |
| Juventus  | 3–2      | Torinese     |
| AC Milan  | 1–0      | Andrea Doria |

### 2. forduló
| 1. csapat | Eredmény   | 2. csapat |
| --------- | ---------- | --------- |
| AC Milan  | 1–1 (h.u.) | Juventus  |

Megismételt mérkőzés:
| 1. csapat | Eredmény | 2. csapat |
| --------- | -------- | --------- |
| AC Milan  | 0–3      | Juventus  |

### Döntő
| 1. csapat | Eredmény | 2. csapat |
| --------- | -------- | --------- |
| Genoa     | 1–0      | Juventus  |

| Az 1904-es olasz labdarúgó-bajnokság győztese: |
| ---------------------------------------------- |
| Genoa 6. cím                                   |